# Obchodní dům Prior (Most)
Obchodní dům Prior v Mostě je obchodní dům umístěný v centru Mostu, u křižovatky Třídy Budovatelů a Moskevské ulice.

## Historie
Původní a výrazně menší obchodní dům se nalézal na Pražské ulici ještě ve starém Mostě. Město Most včetně obchodní domu prošly likvidací, o které bylo rozhodnuto v souvislosti s místní těžbou hnědého uhlí. Staré město mělo být nahrazeno novým, které se ve svých zárodcích začalo stavět již na přelomu 50. a 60. let. V roce 1965 se objevily první práce na projektu centra nového města, jehož součástí měl být i nový a větší obchodní dům. Výstavba centra města začala být realizována ústeckým architektem Václavem Krejčím, který v roce 1967 vypracoval tři varianty studií, které řešily podzemní zásobování obchodního domu a sousedního kulturního domu. Projekt samotného obchodního domu zpracovali architekti Mojmír Böhm a Jaroslav Zbuzek. Výstavba centra města započala v 70. letech, samotný obchodní dům se začal stavět v roce 1971, jiné zdroje uvádějí rok 1972. Obchodní dům s celkovou prodejní plochou 4 233 m² byl dokončen v roce 1976 a jeho náklady na výstavbu se pohybovaly okolo 78 milionů Kčs. Budova má vzhledem k terénu nezvyklé provedení, technicky vzato má dvě přízemí, skutečné je v úrovni ulice Moskevské, kde byl dříve umístěn bufet, první patro nad ním má charakter přízemí vzhledem k úrovni Náměstí Velké Mostecké stávky, druhé patro – celé už nad úrovní terénu – bylo určeno stejně jako „obě přízemí“ pro prodej a nejvyšší, tedy třetí, patro bylo určené pro technické zázemí, dále zde sloužilo učňovské středisko. Pod budovou se nalézá i podzemní parkoviště.
Obchodní dům začal po otevření provozovat dobový řetězec Prior, po kterém budova a nedaleká zastávka tramvají a autobusů získala název. Prior v Mostě zůstal navzdory pozdější privatizaci řetězce a jeho prodejen otevřen i po Sametové revoluci a zařadil se mezi několik obchodních domů, kde porevoluční Prior působil nadále. Výrazně ovšem omezil své služby, řetězec Prior v mostecké budově zůstal pouze v druhém patře. Nulté, první a třetí patro byly uvolněny komerčním provozovnám, jejichž provozovatelé si prostory pronajímaly. V budově se po Sametové revoluci vystřídala velká spousta podniků včetně supermarketu Delvita, drogerie Teta, fastfoodu McDonald's a provozoven soukromých podnikatelů. Většina z nich však v budově nevydržela dlouho a postupně se začaly prostory budovy vyprázdňovat, čímž se budova stávala více a více opuštěnou a nevyužívanou. Stav navíc výrazně prohloubilo otevření nového moderního nákupního střediska Central v relativní blízkosti obchodního domu. Dlouholetý stav se nakonec v roce 2024 rozhodlo změnit samo město, které budovu (včetně parkoviště) odkoupilo na konci roku za 62 milionů Kč s cílem oživit a zrekonstruovat centrum a rozhodlo se změnit budovu na víceúčelové centrum. Řetězec Prior v souvislosti s tím uzavřel svou prodejnu a budovu opustil.